# Magnus Bosson
Magnus Bosson, död 15 juni 1289, var en svensk präst och ärkebiskop av Uppsala stift från 1285 och fram till sin död 1289.

## Biografi
Magnus Bosson omnämns som vald till ärkebiskop första gången 5 augusti 1285 och som invigd av Lunds stifts ärkebiskop Johannes Dros den 22 maj 1286.
Magnus Bosson var ärkebiskop under de sista åren av kung Magnus Ladulås regering. Under hans tid som ärkebiskop kom år 1287 en fransk byggmästare och stenhuggare Étienne de Bonnœil med mästare och gesäller för att arbeta på Uppsala domkyrka, som ännu stod endast påbörjad med sin innanför stenmurarna uppförda träkyrka. Hur långt den franske byggmästaren fört arbetet framåt är inte känt.